# Ziminella
Ziminella Korshunova, Martynov, Bakken, Evertsen, Fletcher, Mudianta, Saito, Lundin, Schrödl & Picton, 2017 è un genere di molluschi nudibranchi della famiglia Paracoryphellidae.

## Tassonomia
Comprende le seguenti specie:
- Ziminella circapolaris Korshunova et al., 2017
- Ziminella japonica (Volodchenko, 1941)
- Ziminella salmonacea (Couthouy, 1838)
- Ziminella vrijenhoeki Valdés, Lundsten & N. G. Wilson, 2018